# Spathuliger ebeninus
Spathuliger ebeninus là một loài bọ cánh cứng trong họ Cerambycidae.